# العدين
العدين هي مدينة تتبع محافظة إب، بلغ تعداد سكانها 8919 نسمة حسب الإحصاء الذي أجري عام 2004.

## التقسيم الادراي
كان الاعتقاد السائد بتقسيم العدين إلى أربع مديريات (نواحي سابقا) هي:
- مدينة العدين
- فرع العدين
- حزم العدين
- مذيخرة

إلا أن التقسيمات الإدارية الجديدة تؤكد استقلالية كل ناحية مما سبق بحد ذاتها.
عانت العدين من الجهل والتهميش وقله التعليم فيها بسبب تسلط نفوذ المشايخ فيها وحاربوا التعليم والتنوير فيها لاكثر من 50 عام لسبب ان لايتنور الناس ويظلون يعملون لاجل المشايخ ونفوذهم ومصالحهم بدات خيرات الجمهورية تصل للمديريه من مراكز صحيه ومدارس عن طريق الصندوق الاجتماعي للتنمية وغيرها بجهود فرديه واجتماعيه

## لهجة العدين
تنفرد العدين وبعض المناطق النائية من اليمن (مثل شرعب، ذي السفال، حبيش، جبلة، عتمة، سمة، ريمة، وصابين، بلاد الروس، بعض من الحجرية، بعض من حراز وبعض من يافع) بلهجة مميزة خاصة ما يسمى الكاف العديني حيث يلحق حرف الكاف «ك» في أواخر الأفعال الماضية نيابة عن تاء الفاعل والمخاطب «ت». مثلا يقال كنك، عملك، صنعك، فعلك، رجعك، وهكذا بدلا عن كنت، عملت، صنعت، فعلت، رجعت. وتعمم هذه القاعدة حتى في الجمع فيقال مثلا هل عملكم هذا أمس؟ ولا يقال هل عملتم هذا أمس؟. تنفرد أيضا بعض مناطق من العدين وصبر وبعض الحجرية بخاصية الّلام الشمسية في جميع التعريفات ولا توجد بها لام القمرية «ل». ينطق القمر، المفتاح، البيت، الشمس، الدار كلها باللفظ الشمسي أي بإخفاء الّلام وتشديد الحرف الذي يليه فتصبح اقّمر، امّفتاح، أبّيت، اشّمس، ادّار، وهكذا. بالإضافة إلى ذلك يستعمل حرف الشين «ش» بدلا عن السين في التسويف «س»; أي أن أفعال المستقبل المثبتة مثل سأعمل، سأرجع.. تنطق شاعمل، شارجع.. (لاحظ استعمال «ا» بدلا عن «أ» أيضا). وفي نفي الفعل الماضي يلحق حرفي الكاف والشين بدلا عن تاء المتكلم والمخاطب مثلا لا يقال ما عملت، مارجعتم ولكن يقال ماعملكش، مارجعكمش وهكذا. تستعمل أيضا أداة النداء «وا» أو «ووه» أو «ووه يا» بشكل متكرر بدلا من أداة النداء «يا». لايوجد تاريخ حقيقي يؤكد بداية ظهور هذه اللهجة ولكن يقال أنها أحد الألفاظ الحميرية.[بحاجة لمصدر] المصادر لغه حمير ولهجاتها وتاريخ اليمن القديم

## ارتباطات العدين
ترتبط العدين ارتباطا وثيقا بتاريخ حمير منذو القد وبعدها مخلاف جعفر وبعدها المخلاف السليماني وكانت محط انظار الأئمة طمعا في خضره وخصوبه ارضها ويذهب البعض لاعتبار هذه الجمل كامثال تقال في أي شخص يقع في هذه المواقف التي تنطبق عليها المعاني ولا يعرف حتى الآن المصدر الحقيقي وراء هذه الفكاهة إلا ان البعض رجح ان تكون ناتجة عن طيبة اهلها وانغلاقهم لفترة زمنية معينة في حقبة الثمانينات. ويرتبط فيها غصن البن والقات وكانت تكفي كثير من المناطق بخيراتها من البن والذرة والمنتجات الزراعيه

## العدين في التراث والفن اليمني
تغزّل الكثير من الشّعراء بالعدين ومناطق العدين وغنى لها فنانون مرموقون:
- وا مغرد بوادي الدور من فوق الاغصان: غناء الفنان أبوبكر سالم بلفقيه. وادي الدور أحد الجبال الشاهقة في مدينة العدين.
- آخر وداع يالعدين باودعك يابلادي: كلمات ولحن وغناء الفنان محمد عبد الله العديني.
- من العدين يالله بريح جلاب: كلمات الدكتور سعيد الشيباني، غناء الفنان أحمد بن أحمد قاسم وغناء آخر للفنان فؤاد الكبسي.
- يا نجم ياسامر.. الاخضري من العدين بكّر: غناء الفنان المرشدي والفنان السوري فهد بلان.
- قف يا غزال العدين لي معك كلمتين: غناء الفنان محمد عبد الله العديني.
- وياغزال المليكي ليش تلعب بحسي
- هل في قطر مثل اليمن جنة أوفي دبي وديان مثل عنةمن أغنية سلامي يا خلي من كلمات السيد المساوى وألحان وغناء الفنان محمد عبد الله العديني.
- مسافرين أرض العدين أمانة: غناء الفنان محمد عبد الله العديني.

## أودية العدين
- وادي عنه.
- وادي بجمه
- وادي الدور
- وادي ملحه
- واوديه وروافد كثيره منها حيران وغابر والقاسميه وكباله